# Герб Квінсленду
Герб Кві́нсленду є одним із офіційних символів штату Квінсленд і символізує конституційну владу короля Великої Британії  в усьому штаті. Це найстаріший із державних гербів Австралійського Союзу, що був затверджений королевою Вікторією у 1893 році. Герб Квінсленду був наданий  королевою Вікторією шляхом найпростіших геральдичних грантів, які складалися лише з щита, девізу, шолома, мантії. У 1977 році герб був доповнений щитотримачами.   

## Історія

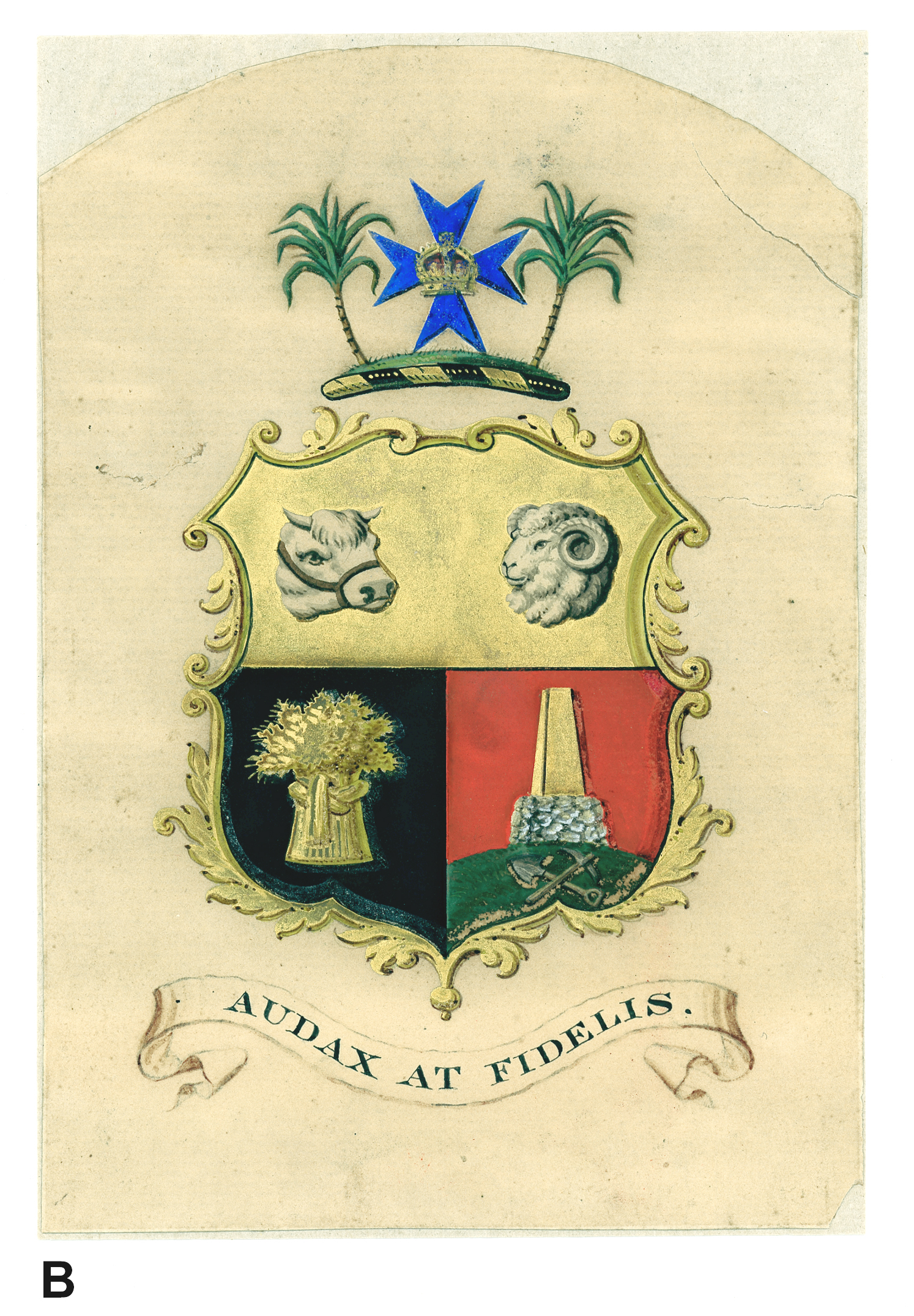
Герб Квінсленда, 1893 рік (зразок В «Halfprice»)

Розроблення герба тривало впродовж року (1892-1893). 1902 року геральдичне зображення британської імператорської корони було стандартизовано для (символічної) корони Тюдорів. Після 1953 року увагу було зосереджено на зображенні фактичної корони Святого Едуарда. Останній на поточну мить додаток до гербу був долучений 1977 року, під час Срібного ювілею королеви Єлизавети II: були додано тварин-щитотримачів. Олень благородний, класична геральдична тварина, що представляє старий світ, і журавель австралійський, що символізує корінні народи.

### Пропозиції та подання
Оригінальний герб був розроблений сером Альбертом Вудсом, головою Heralds College. Він створив чотири різні дизайни, які були надіслані головному секретарю та прем'єр-міністру Квінсленду, який відправив зразки до Лондону. З метою забезпечення секретності вибір зразків було повідомлено телеграфом  з використанням відповідних кодових слів «Halfpay», «Halfprice», «Iceblink» і «Icebound». Вибрано було зразок В «Halfprice». 

## Геральдичний опис
На щіті, який поділено на три частини, верхня більша, позначено на золотому тлі верхньої частини голови бика та  мериносового барана, які повернуті один до одного, таким чином показуючи повагу один до одного. Права нижня доля на чорному фоні має золотий пшеничний сніп. На червоному тлі у лівій частині зображено на зеленому пагорбі золоту піраміду, що стоїть на підмурку з кварцу, на траві розташовані перехрещені лопата та кирка.   
Щит герба увінчаний шоломом, який має намет, що складається з двох візерункових прикрас,  у вигляді листя жовтого та зеленого кольорів, які в'ються по верхній стороні щита. Шолом повернутий прямо, має два хреста-прорізі. 
А шоломі кольоровий вінок має зелений пагорб з Мальтійським лазурним хрестом, в середині якого розташовано королівська корона Святого Едуарда.  Хрест з двох боків оточено цукровими тростинами, які ростуть з пагорба.    
Щитотримачі: ліворуч (праворуч для глядача) розташовано благородний олень і праворуч  журавель австралійський з піднятими крилами. 
Постамент має стрічку з девізом латинською мовою «Audax at Fidelis», що означає «Сміливий, але вірний».  

## Символізм
Символи на щиті представляють найпоширеніші галузі промисловості Квінсленду. Початок вирощування пшениці відноситься до перших поселенців у 1788 році.  До кінця 19 століття ця галузь рослинництва стала найбільшою у сільськогосподарській галузі штату. Цукрова промисловість була заснована в 1868 році в Маккеї, галузь швидко поширювалася,  у 1878 році  досягла свого колоніального піку.  Вівчарство існувало в Австралії з початку 1820-х років, а на початку 1880-х років географічне розширення цієї галузі охопило Квінсленд.    Промисловість яловичини була досить поширеною наприкінці 1880-х років, а до 1890 року Квінсленд експортував за кордон найбільше м'яса в Австралії. Гірничодобувна промисловість почалася з відкриття мідних покладів у 1867 року в Клонкаррі, а пізніше коли у 1873 році  було виявлено золото.

## Галерея
Нижче наведено візуальну еволюцію герба Квінсленду.

Офіційний герб Квінсленду на початку 1893 року
Офіційний герб Квінсленду з кінця 1893 до 1902 року та знову з 1953 до 1977 року
Офіційний герб Квінсленду з 1902 по 1963 рік
Офіційний герб Квінсленду з 1977 року